# با گارد باز
با گارد باز یک مجموعه داستان کوتاه نوشته حسین سناپور است که در زمستان ۱۳۸۳ به چاپ رسید. این مجموعه شامل ۲۰ داستان است که برخی از آنها تنها دو یا سه ورق هستند. «با گارد باز» نام یکی از داستان‌های همین مجموعه است.

## داستان‌ها
- صف
- ماه و پروین
- صندلی
- صخره‌نشین
- تیر و کمان و نشانه
- اعلامیه
- دیگر باور نمی‌کنم
- دشمن
- میان خرده‌ریزه‌های جهان
- آوازی کوتاه برای پدربزرگ
- با گارد باز
- آب دهان
- طریق
- شب
- فرمان
- روح‌اش با ماست
- محاصره
- اهل میدان‌گاه
- راه‌های دوگانه